# Shin Hyun-been
Shin Hyun-been (* 10. April 1986) ist eine südkoreanische Schauspielerin.

## Leben
Shin studierte Kunsttheorie an der Korea National University of Arts. Sie begann ihre Schauspielkarriere 2010 in der Komödie Bangga? Bangga!. Für ihre Rolle als vietnamesische Einwanderin wurde sie mit dem Paeksang Arts Award als beste neue Schauspielerin in der Kategorie Film bedacht. Danach erhielt sie eine Hauptrolle in dem Historiendrama Musa Baek Dong-su, wofür sie am Jahresende als Neuer Star bei der Preisverleihung des Fernsehsenders SBS ausgezeichnet wurde. Es folgten weitere Nebenrollen in Film und Fernsehen, bis sie 2014 eine Hauptrolle in der Fernsehserie Mimi und 2015 in dem Independent-Thriller The Lost Choices spielte.
2018 spielte Shin eine der Hauptrollen in der Fernsehserie Mistress an der Seite von Han Ga-in, Choi Hee-seo und Goo Jae-yi. Die Serie handelt von vier Frauen in ihren 30er-Jahren und deren Beziehungen. Sie befinden sich auf einem Weg der Selbstfindung. Shin spielt darin eine Psychiaterin, die den Sohn ihres Ex-Freundes trifft.
2020 spielte sie eine der Ärztinnen in der Krankenhausserie Hospital Playlist. Dabei spielt sie die kurzgefasste und ruhige Chirurgin Dr. Jang, die sich in ihren Kollegen, einen Kinderarzt, verliebt.

## Filmografie

### Filme
- 2010: Bangga? Bangga! (방가? 방가!)
- 2012: Almost Che (강철대오: 구국의 철가방 Gangcheoldaeo: Guguk-ui Cheolgabang)
- 2014: The Lost Choices (어떤살인)
- 2017: Confidential Assignment (공조 Gongjo)
- 2018: Seven Years of Night (7년의 밤)
- 2018: Sunset in My Hometown (변산)
- 2018: Take Point (PMC: 더 벙커)
- 2019: Cheer Up, Mr. Lee (힘을 내요, 미스터 리)
- 2020: The Closet (클로젯)
- 2020: Beasts Clawing at Straws (지푸라기라도 잡고 싶은 짐승들)

### Fernsehserien
- 2011: Musa Baek Dong-su (무사 백동수)
- 2011: Fermentation Family (발효가족)
- 2012: Family Portrait (가족사진 Gajok Sajin)
- 2014: Mimi (미미)
- 2016: Madame Antoine: The Love Therapist (마담 앙트완)
- 2017: Queen of Mystery (추리의 여왕)
- 2017: Argon (아르곤)
- 2018: Rain or Shine (그냥 사랑하는 사이 Geunyang Saranghaneun Sai)
- 2018: Mistress (미스트리스)
- 2019: Confession (자백 Jabaek)
- 2020–2021: Hospital Playlist (슬기로운 의사생활 Seulgiroun Uisasaenghwal)

## Auszeichnungen
2011
- Paeksang Arts Award in der Kategorie beste Nachwuchsdarstellerin (Film) für Bangga? Bangga![3]
- SBS Drama Award in der Kategorie New Star für Musa Baek Dong-su[7]